# Tom Hulce
Tom Hulce (născut Thomas Edward Hulce n. 6 decembrie 1953, Detroit, Michigan, SUA) este un actor și producător de teatru american. Hulce este cunoscut pentru interpretarea lui Wolfgang Amadeus Mozart în filmul Amadeus (pentru care a fost nominalizat la Oscar) dar și pentru rolul "Pinto" în National Lampoon's Animal House. A mai fost nominalizat de patru ori la premiile Globul de Aur, a câștigat un premiu Emmy, primind și o nominalizare la premiul Tony. Hulce s-a retras din actorie la mijlocul anilor 1990 pentru a se concentra pe regie și producție de teatru. În 2007 a câștigat premiul Tony ca principal producător al muzicalului de pe Broadway, Spring Awakening.
- Nominalizat la premiul Oscar pentru cel mai bun actor pentru rolul din filmul Amadeus (1984).